# Betanin

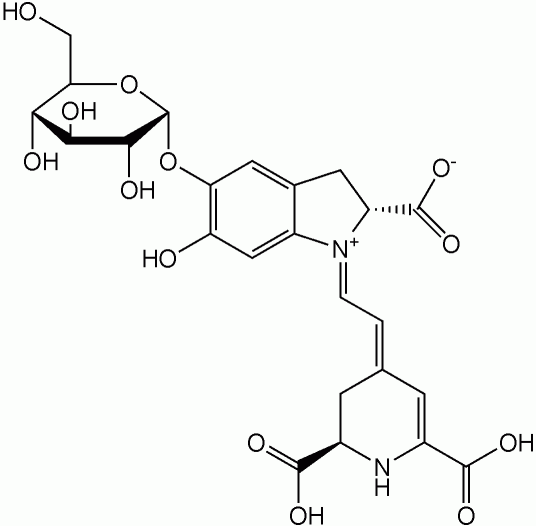
Strukturformel för betanin

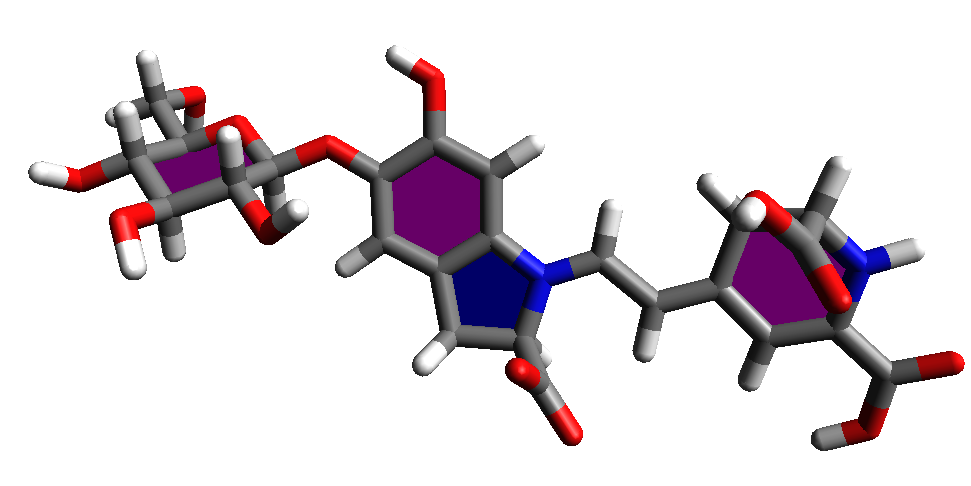
3D-bild av betanin

Betanin eller rödbetsrött, är ett rött livsmedelsfärgämne som erhålls från rödbetor. Betanin är en glukosglykosid av en molekyl som kallas betanidin. Molekylens biosyntes utgår från tyrosin. Som livsmedelstillsats, har den E-numret E162. Betanin bryts ned när de utsätts för ljus, värme och syre, och därför används det i frysta produkter, produkter med kort hållbarhet, eller produkter som säljs i torrt tillstånd. Betanin kan överleva pastörisering i produkter med hög sockerhalt. Dess känslighet för syre är störst i produkter med högt innehåll av vatten och/eller innehåller metallkatjoner (exempelvis järn och koppar), antioxidanter såsom askorbinsyra och komplexbildare kan bromsa ned denna process i kombination med lämplig förpackning. I torrt tillstånd är betanin stabilt i närvaro av syre.
Betanin brukar fås från extrakt av rödbetssaft, koncentrationen av betanin i rödbeta kan nå 300–600 mg/kg. Andra betaninkällor i mat omfattar opuntia, mangold, och bladen av vissa stammar av amarant.
Färgen på betanin beror av pH, 4-5 är den ljust blåaktig-röd, men blir blå-violett när pH-värdet ökar. När pH når en alkalisk nivå hydrolyseras betanin till en förening med gul-brun färg.
Betanin kan också användas som livsmedelsfärg för kött och korv.
De vanligaste användningsområdena för betanin är som färg i glass och pulveriserad läskedrycker, andra användningsområden är i vissa konfektyrer, till exempel sockermassa och frukt- eller gräddfyllningar. I varmbearbetat godis kan det användas om det läggs på under den sista delen av beredningen. Betanin används även i soppor samt i tomat- och baconprodukter.
Betanin absorberas väl av tarmen och fungerar som en antioxidant.
Betanin är ett betalainpigment, tillsammans med isobetanin, probetanin och neobetanin. Andra pigment i sockerbetor är indicaxanthin och vulgaxanthins.